# 회유

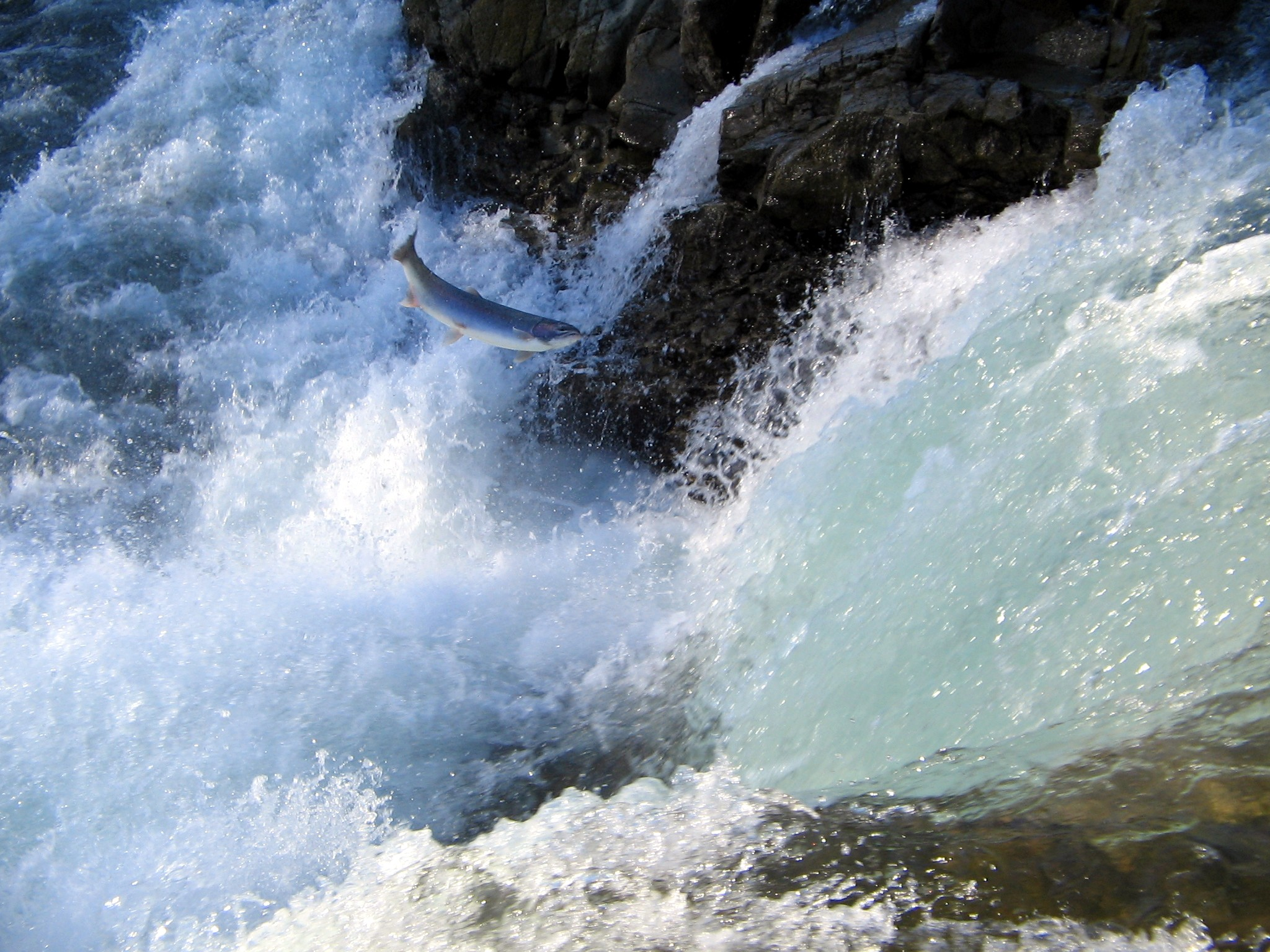
연어류 물고기가 산란을 위해 강을 거슬러오르고 있다.

회유(回遊, fish migration)는 물고기 등이 한 서식지에서 다른 장소로 떼를 지어서 일정한 경로로 이동하는 일을 말한다. 이러한 이동은 때로는 바닷물의 흐름 등에 의해 수동적으로 이루어지는 일도 있다. 물고기의 회유는 산란 회유·채식 회유·월동 회유 등의 세 가지로 나눌 수 있고, 그 밖에 가다랭이가 봄에 난류(쿠로시오 해류)를 타고 북상하는 등 계절과 관계가 있는 경우를 계절 회유라고 한다. 또 공간에서의 진행 방향을 기준으로 하여 수평 회유와 수직 회유로 구별할 수도 있다.

## 산란 회유
산란 회유는 어류가 월동 장소나 채식 장소에서 산란 장소로 이동하는 일이다. 예를 들어 큰 호수에 사는 각시붕어의 어미고기는 호수 복판의 수면을 떼를 지어 이동하는데 4∼7월의 산란기에는 기슭 가까이로 이동하여 물 위에 떠 있는 물풀 등에 알을 낳는다. 또, 역시 호수에 사는 무늬망둑과의 사백어는 30m 이상의 깊은 곳에 살고 있는데 3월 중·하순에서 6월 상순에 걸쳐 산란을 위해 3m 이하의 얕은 곳으로 이동한다. 사백어는 또 밤에는 수면까지 올라오므로 밤낮에 따라 수직 회유도 한다. 태평양의 청어는 먼 바다를 회유하는 물고기인데 봄(3∼6월)에 산란을 위해 근해로 밀려온다. 산란 장소는 주로 수심이 3∼4m인 곳이다. 가자미류에도 산란 회유를 하는 것이 있다.
연어·송어류가 산란을 위해 강물을 거슬러올라가는 일은 잘 알려져 있다. 이 같은 어류를 소하성(溯河性) 어류라고 한다. 고부사송어와 연어는 강물 상류까지는 올라가지 않고 비교적 하구 가까운 곳에 산란하고, 부화된 치어는 곧 바다로 내려간다. 차위차송어와 은연어는 큰 강의 상류까지 올라간다. 네르카연어는 상류에 호수가 없는 곳에는 올라가지 않고 호수나 강, 또는 연못에 산란한다. 이들 종류는 알에서 부화한 다음 하천에서 1∼4년간 살다가 바다로 내려간다.
송어 중에는 일생을 민물에서 지내는 것(하천형)과, 부화한 치어가 바다로 내려가 연안 근처에서 3∼4년간 생활하여 성숙한 다음 산란을 위해 강물로 올라오는 것이 있다. 이 송어의 하천형이 산천어(은송어)이다.
황어는 강물의 기수역(민물과 바닷물이 섞여 염분이 적은 부분)과 해안부에 살고 있는데, 산란기에는 강의 중류까지 올라가 산란한다. 이같은 물고기를 '반소하성어'라고 한다.
뱀장어는 산란을 위해 바다로 내려가는데, 이 같은 물고기를 '강하어(降河魚)'라고 한다. 유럽의 뱀장어는 바다로 나온 다음 대서양을 건너 중앙아메리카 부근의 깊은 바다에서 산란한다는 사실이 밝혀졌다.

## 색이 회유
색이 회유(索餌回遊)는 산란 장소나 월동 장소에서 먹이를 찾아 이동하는 일이다. 따라서 이것을 '생육 회유'라고도 한다. 소하성 어류의 알에서 부화한 치어와 유어가 바다로 내려가는 것은 색이 회유의 예이다.

## 월동 회유
월동 회유는 채식 장소에서 월동장소로 이동하는 일이다. 물론 월동 장소를 갖지 않는 어류에서는 볼 수 없다. 예를 들면, 가자미류는 연안 수역에서 색이를 계속한 다음 겨울이 다가오면 깊은 바다로 이동하여 비교적 좁은 장소에 모여든다. 이상과 같은 어류의 산란·색이·월동 회유는 일생 동안 연쇄적으로 이루어지는 것이 보통이다. 예를 들면, 태평양 연안으로 남하하는 꽁치의 회유는 가을에 동해안 북쪽 먼 바다에서 시작되는 산란 회유인데, 도중에 색이하면서 적당한 수온을 쫓아 이동하는 것이다.

## 고도회유성어종
고도회유성어종은 회유성 어종중에 그 회유 거리가 비교적 먼 거리를 회유하는 어종을 지칭하며, 유엔해양법협약 제1부속서에서는 동 협약이 규정하는 고도회유성 어종을 참치류, 새치류, 고래류 등 17개 어종을 고도회유성 어종으로 분류하고 있다. 동 협약 제64조는 고도회유성 어종은 관련 국가간 직접협력 또는 적절한 국제기구를 통하여 협력하도록 규정하고 있다.

## 같이 보기
- 유엔
- 동물 이주